# 2000 PQ30
2000 PM30, também escrito como 2000 PQ30, é um objeto transnetuniano (TNO) que está localizado no cinturão de Kuiper, uma região do Sistema Solar. Este corpo celeste é classificado como um cubewano. Ele possui uma magnitude absoluta (H) de 8,3 e, tem um diâmetro estimado com cerca de 96 km.

## Descoberta
2000 PM30 foi descoberto no dia 03 de agosto de 2000 pelo astrônomo J.-M. Petit.

## Órbita
A órbita de 2000 PM30 tem uma excentricidade de 0.000 e possui um semieixo maior de 41.639 UA. O seu periélio leva o mesmo a uma distância de 41.639 UA em relação ao Sol e seu afélio a 41.639.